# Ета Стрільця
Ета Стрільця (Eta Sgr, η Стрілець, η Sgr) — подвійна зоряна система в південному зодіакальному сузір'ї Стрільця. Згідно з вимірюваннями паралакса, розташованп на відстані 146 світлових років (45 парсеків) від Землі. Раніше вона була відома як Beta Telescopii (β тел). В Індії, де частина сузір’я Стрільця представляє Слона, ця зірка утворює хвіст істоти. 
Основний компонент, η Стрільця A, є червоним гігантом зі зоряною класифікацією M2 III. Це еволюційна зірка, яка наразі перебуває на стадії, що називається асимптотичною гігантською гілкою, вичерпавши як водень, так і гелій у своєму ядрі. Цю зірку класифікують як багату киснем нерегулярну змінну, оскільки вона зазнає невеликих коливань величини між +3,08 і 3,12.  Виміряний кутовий діаметр цієї зірки становить 11.9 ± 2.1 mas. На розрахунковій відстані від Ета Дракона це дає фізичний розмір приблизно в 57 разів більше радіуса Сонця. 
Супутник, η Стрільця B, був вперше помічений американським астрономом Шерберном Бернгемом у 1879 році. Дві зірки мають спільний власний рух і, отже, ймовірно, гравітаційно пов’язані одна з одною.  Другорядна, ймовірно, зірка головної послідовності F-типу з видимою зоряною величиною +7,77. Він розташований на кутовому відриві 3,6 кутових секундах від первинної, уздовж позиційного кута 108°. Ця зірка знаходиться на передбачуваній відстані 165 астрономічних одиниць від основного червоного гіганта, і цій парі потрібно щонайменше 1270 років, щоб завершити орбіту. 

## Назва та етимологія
- Ця зірка разом із γ Sgr, δ Sgr і ε Sgr були Аль-Наам аль-Варід (النعم الوارد), Страусами, що йдуть[10]. Згідно з каталогом зірок у Технічному меморандумі 33-507 — Скорочений каталог зірок, що містить 537 іменних зірок, назва цієї зірки — Аль-Наам аль-Варід або Намалварід[11]
- У каталозі зірок календаря Аль Ахсасі аль Муаккет ця зірка була позначена як Раба аль Варіда або Рабі аль Варіда, що означає четверта з Варіди[12].
- Китайською мовою箕(Jī), що означає Кошик для віяння, відноситься до зірочки, що складається з η Стрільця, γ Стрільця, δ Стрільця та ε Стрільця. Отже, сама китайська назва η Стрільця є箕宿四 (Jī Sù sì , англ. the Fourth Star of Winnowing Basket)[13].